# Monilethrix

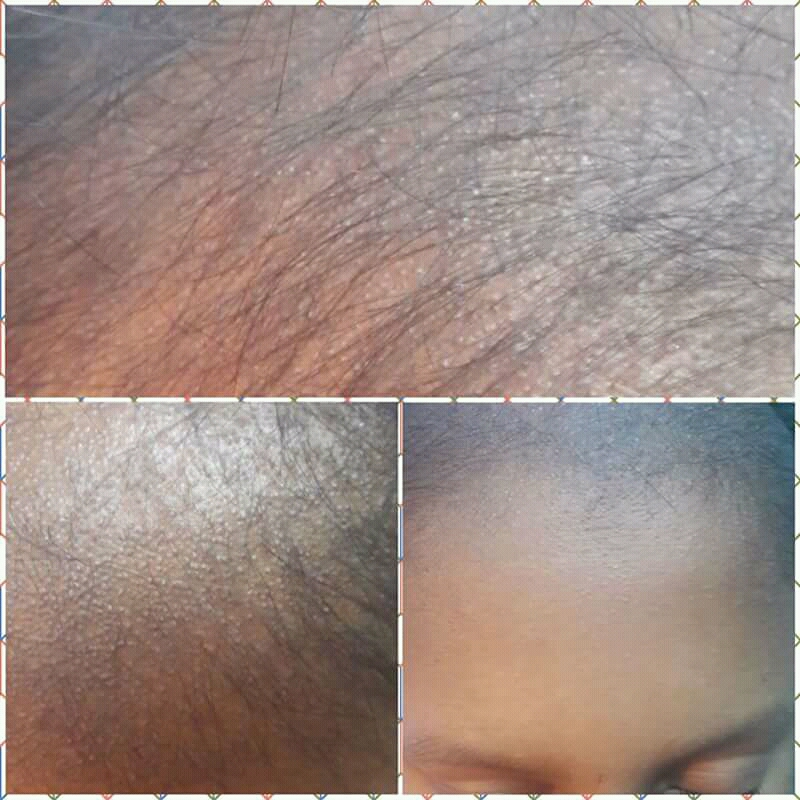

Monilethrix (Spindelhaare, von lateinisch monile, „Halsband, Halskette“, und altgriechisch θρίξ thrix, „Haar“) ist eine sehr seltene angeborene Genodermatose mit einer unregelmäßigen brüchigen Haarstruktur aufgrund einer Dysplasie des Haarschaftes und klinisch einer Hypotrichose.
Synonyme sind: Monilethrichose; Monilethrix-Syndrom; Spindelhaare; Sabouraud-Syndrom; Monilitrichie; lateinisch Aplasia moniliformis; Aplasia pilorum intermittens; Aplasia pilorum moniliformis; Aplasia cilorum miniliformis
Die Erstbeschreibung stammt aus dem Jahre 1879 durch W. G. Smith, die erste umfassende Darstellung durch den französischen Dermatologen Raymond Jaques Sabouraud 1892.

## Verbreitung
Die Häufigkeit ist nicht bekannt, die Vererbung erfolgt autosomal-dominant oder autosomal-rezessiv.

## Ursache
Der Erkrankung liegen bei der dominant-vererbten, häufigsten Form verschiedene Mutationen im KRT81-, KRT83- oder KRT86-Gen auf Chromosom 12 Genort q13 zugrunde, welche für die Typ-II-Haarkeratine Hb1, Hb3 and Hb6 kodieren.
Bei den vereinzelten rezessiv-vererbten Formen liegen Mutationen im DSG4-Gen auf Chromosom 18 an q12 zugrunde, das für Desmoglein 4 kodiert.
Mutationen im gleichen Gen verursachen auch die klinisch ähnliche Lokalisierte autosomal-rezessive Hypotrichose (Hypotrichosis simplex).

## Klinische Erscheinungen
Klinische Kriterien sind:
- Krankheitsbeginn im Säuglingsalter, Kopfhaar bei Geburt normal
- in den ersten Monaten brüchige Haare, die nach wenigen Millimetern abbrechen
- Lokalisation meist Nacken und Hinterkopf
- Keratosis follicularis (Lichen pilaris)
- Koilonychie

hinzu können Katarakt, Zahnanomalien, Cutis elastica (schlaffe Haut), Syndaktylien, Epilepsie oder Schizophrenie kommen.

## Differentialdiagnose
Abzugrenzen ist die Pseudo-Monilethrix.

## Prognose
Bei der lokalisierten Form kann eine Rückbildung eintreten, meist nehmen die Veränderungen im Laufe der Zeit ab. Es kann jedoch zu Verschlechterungen während der Pubertät oder Schwangerschaft kommen.